# 宜子女王
宜子女王（ぎし/よしこじょおう、生没年不詳）は、平安時代前期の皇族。式部卿宮仲野親王の王女（桓武天皇の孫）。母は菅野氏。異母妹に班子女王（宇多天皇母）がいる。淳和天皇朝の伊勢斎宮。
天長5年（828年）2月12日、前年の氏子内親王の退下を受けて、斎宮に卜定され、同7年（830年）8月27日、賀茂川で御禊、同年9月6日、伊勢へ群行した。同10年（833年）2月28日、淳和天皇の譲位により在任5年で退下。以後の消息は不明。